# Zespół browaru dworskiego w Pisarach
Zespół browaru dworskiego w Pisarach – budynek dawnego browaru znajdujący się w województwie małopolskim, w powiecie krakowskim, w gminie Zabierzów, w Pisarach.
Obiekt należący do dawnego zespołu dworskiego został wpisany do rejestru zabytków nieruchomych województwa małopolskiego.
W skład dawnego browaru dworskiego pochodzącego z I poł. XIX w. wchodzi: spichlerz, oraz dwa budynki browarne z których został jeden, zamieniony później w stajnię folwarczną. Po II wojnie światowej były tu magazyny zakładów zielarskich „Herbapol” i baza szczepienia zwierząt przeciw pryszczycy .